# ضيون
الضَّيْوَن (الجمع: ضَيَاوِن) أو السِّنَّور البرّي هو مجمع أنواع من السنوريات يتكون من نوعين برين هما: الضيون الأوروبي والضيون الإفريقي.